# Amphilophus zaliosus
Amphilophus zaliosus es una especie de peces de la familia Cichlidae en el orden de los Perciformes.

## Morfología
Los machos pueden llegar alcanzar los 20 cm de longitud total.

## Distribución geográfica
Se encuentra en  América Central: es una especie de peces endémica de la laguna de Apoyo (Nicaragua).